# Combate de Cerro Corá

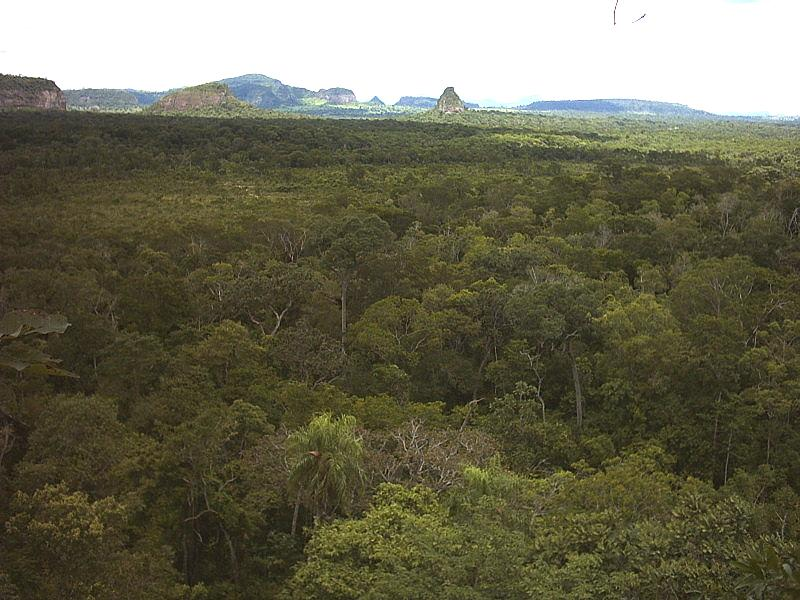
Paisaje de Cerro Corá (Amambay, Paraguay), zona de la batalla del mismo nombre, visto desde la cima del cerro Muralla.

El combate de Cerro Corá fue la última batalla de la guerra de la Triple Alianza, se dio en el Cerro Corá, (en yopará, Cerro Korá: "corral de cerros") un paraje del departamento de Amambay, en el Paraguay, casi inmediato a la actual frontera con Brasil y una decena de kilómetros al sudoeste de las ciudades de Pedro Juan Caballero y Punta Porá. Se encuentra al sur del río Aquidabán y a un lado del riachuelo, brazo del anterior, el Aquidabán Niguí también conocido como Niguí. Allí, a partir de la madrugada del 1 de marzo de 1870 sucedió el último combate..
El 28 de febrero, algunos indígenas caygús llevaron alimentos a los paraguayos y le advierten a López la proximidad de los brasileños; le ofrecen esconderlo en sus tolderías, en el fondo de los bosques, donde no podrían encontrarlos: «Jaha Karai, nandetopaichéne jepe los kamba oreapytépe» (‘vamos, señor: no darán con usted los negros junto a nosotros ’).
López agradece y declina el ofrecimiento, pues le comunica luego a sus oficiales, algunos de éstos sobrevivientes, que su destino ya estaba marcado y que no estaban hechos para huir, que era preferible morir que dejar que el ejército invasor regara esos terrenos de sangre sin oponer resistencia.[cita requerida]
Una tropa brasileña de unos 4500 soldados bien pertrechados persiguió y arrinconó a la desfalleciente y mal armada hueste de unos 409 combatientes paraguayos, entre ellos inválidos, ancianos, mujeres y niños. Siete meses antes, cuando comenzaron la travesía al norte conocida como el «Viacrucis de la nación». Los brasileños —liderados por el mariscal general José Antônio Correia da Câmara— siguieron al último puñado de paraguayos defensores. El Marqués de Caxías -Luis Alves de Lima e Silva escribe a su emperador, Pedro II:

...Su disciplina proverbial de morir antes que rendirse y de morir antes de hacerse prisioneros porque no tenía orden de su jefe ha aumentado por la moral adquirida, sensible es decirlo pero es la verdad, en las victorias, lo que viene a formar un conjunto que constituye a estos soldados, en soldados extraordinarios invencibles, sobrehumanos. López tiene también el don sobrenatural de  magnetizar a sus soldados, infundiéndoles un espíritu que no puede apreciarse bastantemente con la palabra; el caso es que se vuelven extraordinarios; lejos de temer el peligro lo acometen con un arrojo sorprendente; lejos de economizar su vida, parece que buscan con frenético interés la ocasión de sacrificarla heroicamente, y de venderla por otra vida o por muchas vidas de sus enemigos (...) Vuestra Majestad, tuvo por bien encargarme muy especialmente el empleo del oro, para acompañado del sitio allanar la campaña del Paraguay, que venía haciéndose demasiadamente larga y plagada de sacrificios, y aparentemente imposible por la acción de las armas; pero el oro, Majestad, es materia inerte contra el fanatismo patrio de los paraguayos desde que están bajo la mirada fascinadora, y el espíritu magnetizador de López... soldados, o simples ciudadanos, mujeres y niños, el Paraguay todo cuando es él son una misma cosa, una sola cosa, un sólo ser moral indisoluble... ¿cuánto tiempo, cuántos hombres, cuántas vidas y cuántos elementos y recursos precisaremos para terminar la guerra, es decir para convertir en humo y polvo toda la población paraguaya, para matar hasta el feto del vientre de la mujer...?
El Marqués de Caxías -Luis Alves de Lima e Silva

La tropa paraguaya estaba comandado por el presidente mariscal Francisco Solano López. El coronel Panchito López Lynch, de quince años, jefe de su Estado Mayor. Fueron muertos casi todos los combatientes paraguayos, incluido Solano López y su hijo.

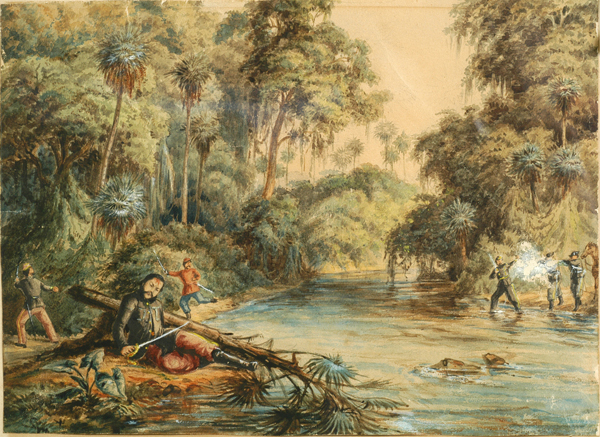
Muerte de López en el río Aquidabán.

Derribaron a López a orillas del arroyo Aquidabán Niguí. Su uniforme casi intacto, era como un blanco a lo lejos que resaltaba entre la soldadesca, se le tiran unos soldados cambá (palabra guaraní que en jopará significa negro) y lo bajan de su caballo bayo hecho ya un jamelgo, lo hieren de un sablazo en el bajo vientre y recibe un fuerte golpe en la cabeza, sin embargo logra escapar. Un par de sus oficiales lo rescatan y lo intentan sacar del lugar llevándolo hacia el Niguí, a unos treinta metros de donde lo hirieron. Algunos soldados brasileños los alcanzan, la cabeza de López tenía precio, lo arrinconan estando casi inconsciente semi sumergido en agua y todo ensangrentado, donde le exigen la rendición.
Aquí es donde Solano López dice su famosa frase, que causa algo de controversia, pues no se sabe si dijo «¡Muero por mi patria!» o «¡Muero con mi patria!». Algunos afirman que intentó tragarse un retazo de la bandera paraguaya antes de que lo encontraran, para evitar que fuera mancillada.[cita requerida] Dicho esto, tras entablar combate con sus perseguidores, recibió un balazo que le costó la vida. Su cuerpo fue entonces rescatado por sus amigos y familiares y descansa ahora junto a los restos de su hijo, el coronel Juan Francisco López Lynch.
Elisa Alicia Lynch esposa de Francisco Solano López y madre reconocida de sus hijos –entre ellos Juan Francisco– según las crónicas se salvó de ser violada (como venía ocurriendo con las paraguayas por parte de los brasileños) o incluso asesinada al exclamar: «No me toquen: soy inglesa».
El área en donde sucedieron estos hechos es en la actualidad parte del parque nacional Cerro Corá, donde se hallan los bustos y los nombres de los oficiales caídos:
- Mariscal Francisco Solano López
- Vicepresidente Francisco Sánchez
- General Francisco Roa
- Coronel José María Aguiar
- Coronel Juan de la Cruz Ávalos
- Coronel Luis Caminos
- Coronel Gaspar Estigarribia
- Coronel Dionisio Lirios

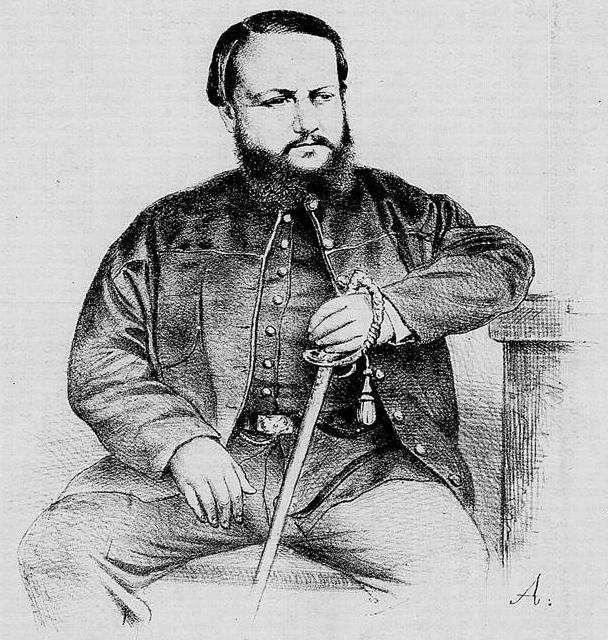
El Mariscal Francisco Solano López con el traje en que fue muerto en Aquidaban (dibujo de Angelo Agostini, de una fotografía sacada por Don Domingo Parodi pocos días antes de su muerte).

- Coronel Juan Francisco López Lynch
- Teniente coronel Vicente Ignacio Ortigoza
- Teniente Agustín Estigarribia
- Subteniente Agustín Sebbato
- Capitán Francisco Argüello
- Capitán Benigno Ocampos
- Sargento mayor José Miguel Gauto
- Sargento mayor Ascensión López
- Alférez José Ortigoza
- Presbítero B. Adorno
- Presbítero José de la Cruz Aguilar
- Presbítero Francisco Espinoza

En el caso del Coronel Panchito, existe un cartel de madera al lado de su tumba que dice: «Tumba del coronel Panchito López: en este lugar el coronel Panchito López, joven de 15 años, hijo del Mariscal, fue interceptado por las fuerzas aliadas pidiéndole rendición. Demostrando el mismo valor de su padre dijo: «Un coronel paraguayo no se rinde».